# Angelo Messedaglia
Angelo Messedaglia, född 2 november 1820 i Villafranca di Verona, död 5 april 1901 i Rom, var en italiensk nationalekonom, statistiker och politiker.
Messedaglia verkade som professor vid olika universitet, från 1884 vid Roms universitet, var 1866-83 ledamot av deputeradekammaren och blev 1884 senator. Vid sidan av Luigi Cossa och Francesco Ferrara var han en av huvudlärarna i nationalekonomi i Italien efter denna vetenskaps återuppväckande där.
Messedaglia inlade speciell förtjänst som statistiker, logiker och metodteoretiker, och han var den förste, som i Italien utvecklade statistikens teori. Av särskild betydelse var hans demografiska avhandling Della teoria della popolazione principalmente sotto l'aspetto del metodo (1858), Studi sulla popolazione (1866) och La scienza statistica della popolazione (1878). Han utgav vidare högt skattade arbeten på det kriminalstatistiska området samt rörande penning- och bankfrågor, vidare bland annat Principij di economia pura (1888) och L'economia politica in relazione alla sociologia (1891).